# Čistá (okres Mladá Boleslav)
Obec Čistá (německy Tschistay) se nachází v okrese Mladá Boleslav, kraj Středočeský. Rozkládá se asi devět kilometrů severozápadně od Mladé Boleslavi. Žije zde 888 obyvatel.

## Historie
První písemná zmínka o obci pochází z roku 1352.

## Obecní správa
Od 1. ledna 1978 do 23. listopadu 1990 k obci patřila i Plužná.

### Územněsprávní začlenění
Dějiny územněsprávního začleňování zahrnují období od roku 1850 do současnosti. V chronologickém přehledu je uvedena územně administrativní příslušnost obce v roce, kdy ke změně došlo:
- 1850 země česká, kraj Jičín, politický okres Mladá Boleslav, soudní okres Bělá[5]
- 1855 země česká, kraj Mladá Boleslav, soudní okres Bělá[5]
- 1868 země česká, politický okres Mnichovo Hradiště, soudní okres Bělá[5]
- 1939 země česká, Oberlandrat Jičín, politický okres Mnichovo Hradiště, soudní okres Bělá pod Bezdězem[6]
- 1942 země česká, Oberlandrat Praha, politický okres Mladá Boleslav, soudní okres Bělá pod Bezdězem[7]
- 1945 země česká, správní okres Mnichovo Hradiště, soudní okres Bělá pod Bezdězem[8]
- 1949 Liberecký kraj, okres Doksy[9]
- 1960 Středočeský kraj, okres Mladá Boleslav[10]

### Rok 1932
Ve vsi Čistá s 1028 obyvateli v roce 1932 byly evidovány tyto úřady, živnosti a obchody: sbor dobrovolných hasičů, cihelna, cukrář, 2 holiči, 4 hostince, výroba železných kamen, 3 koláři, konsum, 2 kováři, krejčí, malíř skla, obuvník, 2 pekaři, porodní asistentka, 18 rolníků, 2 řezníci, 6 obchodů se smíšeným zbožím, spořitelní a záložní spolek, strojírna, obchod se střižním zbožím, 3 trafiky, truhlář, zednický mistr.

### Vývoj počtu obyvatel
| 1869 | 1880 | 1890 | 1900 | 1910 | 1921 | 1930 | 1950 | 1961 | 1970 | 1980 | 1991 | 2001 | 2011 |
| ---- | ---- | ---- | ---- | ---- | ---- | ---- | ---- | ---- | ---- | ---- | ---- | ---- | ---- |
| 452  | 487  | 568  | 714  | 780  | 820  | 1007 | 725  | 756  | 637  | 601  | 561  | 614  | 718  |

## Osobnosti
- Jaroslav Václav Holeček (1907–1982)
- Josef Bělohlav (1931–1992)

## Pamětihodnosti
| Fotografie | Památka                                          | Popis |
| ---------- | ------------------------------------------------ | --- |
|            | Kostel svatého Vavřince                          | Barokní stavba z přelomu 17. a 18. století na jižním okraji obce. |
|            | Výklenková kaple sv. Prokopa                     | Drobná sakrální stavba z roku 1735 severozápadně od vsi. Původně byl na vrcholu železný křížek. |
|            | Výklenková kaple P. Marie nebo sv. Petra a Pavla | Drobná sakrální stavba z počátku 19. století na jižním okraji vsi. Na vrcholu jehlanový stylobat s křížkem (navrácen při rekonstrukci v roce 2021), starší křížek a kovová mříž sejmuty při opravě v roce 1989. Ve výklenku se nachází reliéfní plastika P. Marie. Byl tu také obraz sv. Petra a Pavla. |
|            | Pomník                                           | Pomník připomínající zabití pěti mužů z Čisté a okolí ustupující německou kolonou v závěru 2. světové války u silnice mezi Bělou pod Bezdězem a Mladou Boleslaví. |
|            | Kříž                                             | Litinový kříž na novogotickém stylobatu u kostela z roku 1872. Rekonstruován 2021. |
|            | Kříž                                             | Litinový kříž v části Stránka z roku 1863 vystavěný nákladem bratří Kabešových. Rekonstruován 2021. |

## Obecní symboly
Obecní znak a vlajka byly Čisté přiděleny 11. května 2006.
Stříbrný lev na červeném poli odkazuje na příslušnost obce k historické zemi Čechy, modrá a zlatá vychází z erbu Valdštejnů, k jejichž panství Čistá historicky náležela. Zlatý rošt je atributem sv. Vavřince, patrona čisteckého kostela.

## Doprava
Silniční doprava
Středem obce prochází silnice III. třídy. Okolo obce vede silnice I/38 Nymburk - Mladá Boleslav - Bělá pod Bezdězem - Doksy - Jestřebí
Železniční doprava
Železniční trať ani stanice na území obce nejsou. Nejblíže obci je železniční stanice Bělá pod Bezdězem ve vzdálenosti 2 km ležící na trati 080 z Bakova nad Jizerou do České Lípy.
Autobusová doprava
Obcí projížděly v květnu 2011 autobusové linky do těchto cílů: Bělá pod Bezdězem, Bezno, Doksy, Mladá Boleslav, Praha (dopravce TRANSCENTRUM bus, s.r.o.) 
V prosinci 2020 obcí projížděly autobusové linky do těchto cílů: Bělá pod Bezdězem, Březinka, Bezdědice, Mladá Boleslav, Praha (dopravce ARRIVA STŘEDNÍ ČECHY s.r.o.)
V prosinci 2021 byla obec zahrnuta do Pražské integrované dopravy v rámci linek 737 Bělá pod Bezdězem-Mladá Boleslav a 732 Čistá-Bezdědice.